# マリー・ハース
マリー・ローザマンド・ハース（Mary Rosamond Haas、1910年1月12日 – 1996年5月17日）は、アメリカ合衆国の言語学者で、北米インディアンの諸言語・タイ語・歴史言語学を専門としていた。
タイ語の教科書や辞典を編纂し、ハースによる国際音声記号を元にしたタイ語の発音記号は日本のタイ語教科書でも広く使われている。

## 経歴

### 青年期
ハースはインディアナ州リッチモンドのハイスクール出身で、同州のアーラム大学を卒業した。

### 初期の言語学研究
ハースはシカゴ大学の大学院で比較文献学を専攻してエドワード・サピアに師事し、サピアについてエール大学に移った。彼女の言語学に関するフィールドワークの長いキャリアはこのときに始まり、夏の間にさまざまな言語を研究した。
1931年から1941年までの10年間にわたって研究した言語には、ニティナト語・トゥニカ語・ナチェズ語・クリーク語・コアサティ語・チョクトー語、アラバマ語、ヒチティ語があり、その多くは米国東南部の言語であった。モリス・スワデシュの協力のもとに執筆した最初の論文「A Visit to the Other World, a Nitinat Text」は1933年に公刊された。
ハースは1935年にエール大学の博士号を得た。博士論文は「A Grammar of the Tunica Language」であった（トゥニカ語は現在のルイジアナ州とミシシッピでかつて話されていた）。1930年代にハースはトゥニカ語を流暢に話せる最後の話者である Sesostrie Youchigant と協力し、広範なテキストと語彙集を作った。博士号を得たときハースは25歳だった。
その少し後、ハースはオクラホマ州でナチェズ語の最後の母語話者である Watt Sam と Nancy Raven をインフォーマントとするフィールドワークを主導した。ナチェズ語は現在は死語になっており、ハースの未公刊の広範なフィールドノートはこの言語に関する最も信頼できる資料になっている。
ハースはクリーク語の広範なフィールドワークを主導し、この言語の広範なテキストを収集した最初の現代の言語学者になった。クリーク語とナチェズ語に関するハースのノートは公刊されていないものが大部分だが、21世紀の言語学者たちによって使われてきている。

### 結婚
ハースは同じ言語学者であるモリス・スワデシュと結婚した。

### 教育家として
ハースが言語学を教えることに献身したことは特筆される。彼女の教え子である カール・V・ティーター がハースの追悼文の中で指摘しているが、彼女に先行するエドワード・サピアとフランツ・ボアズを合わせたよりも多くのアメリカ・インディアン諸語学者をハースは訓練した。ハースは100人を越える博士課程の学生のアメリカ・インディアン諸語フィールドワークを監督した。ハースはカリフォルニア・インディアン諸語調査を創始し、かつその責任者であり、その立場により50ちかくの学位論文を指導した。その中には後にこの分野に大きな影響を及ぼすことになった多くの言語学者が含まれる：ウィリアム・ブライト（カロック語）、ウィリアム・シプリー（マイドゥ語）、ロバート・オズワルト（カシャヤ語）、カール・ティーター（ワイヨット語）、マーガレット・ランドン（ディエゲニョ語）、サリー・マクレンドン（東部ポモ語）、ヴィクター・ゴラ（フーパ語）、マーク・オークランド（ムツン語）、ケネス・ウィスラー（ウィントゥ祖語）、ウィリアム・ジェイコブソン（ワショ語）等。

### タイ語研究
第二次世界大戦中、米国政府は東南アジアの言語の研究と教育が戦争に役立つと考え、カリフォルニア大学バークレー校での軍事専門訓練プログラムの援助によってハースはタイ語教育プログラムを開発した。ハースによる権威ある辞典『Thai-English Students' Dictionary』は1964年に出版され、現在も使われている。
ハースはカリフォルニア大学バークレー校の東洋言語学部に常勤の地位を得た（ハースによれば、これは女性研究者の待遇に関してはるかに時代の先を行っていたピーター・A・ブドバーグのおかげであった。ブドバーグによれば学者は学者だった）。
1963年にハースはアメリカ言語学会の会長をつとめた。1974年にはアメリカ芸術科学アカデミーのフェローに選ばれた。1975年にノースウェスタン大学、1976年にシカゴ大学、1980年にアーラム大学、1980年にオハイオ州立大学の名誉博士の学位を得ている。
マリー・ハースは1996年5月17日にカリフォルニア州アラメダ郡で没した。86歳だった。